# 桑毒蛾黑卵蜂
桑毒蛾黑卵蜂（学名：Telenomus abnormis）为緣腹細蜂科黑卵蜂屬下的一个种。